# Afdelingslæge
En afdelingslæge er en speciallæge ansat på et hospital i Danmark, der typisk arbejder under ledelse af en overlæge. Afdelingslæger spiller en central rolle i patientbehandlingen og bidrager til den daglige drift af hospitalsafdelingerne.

## Historie
Begrebet "reservelæge" kan spores tilbage til slutningen af 1700-tallet. En af de tidligste kendte reservelæger var Frederik Ludvig Bang, der i 1774 blev ansat som reservemedicus ved Frederiks Hospital. I 1857 blev reservelægen beskrevet som overlægens førsteassistent og hospitalets (afdelingens) souschef. I midten af 1900-tallet begyndte en overgang fra reservelæge til afdelingslæge. For eksempel blev Poul Bastrup-Madsen i 1956 afdelingslæge på medicinsk afdeling efter at have været 1. reservelæge siden 1953.